# X Congresso del Partito Comunista Italiano
Il X Congresso del Partito Comunista Italiano si svolse a Roma dal 2 all’8 dicembre 1962.

## Storia
Dopo l'esperimento del governo Tambroni, sostenuto da missini e monarchici ma avversato nel Paese, dopo la sollevazione di Genova contro l'ipotesi di tenere nella città medaglia d'oro della Resistenza il congresso del MSI, e dopo la proclamazione di uno sciopero generale contro le sanguinose repressioni poliziesche, a metà del 1960 la Democrazia Cristiana si vide costretta a schierare Fanfani a capo di un governo che si reggeva sull'astensione del Partito Socialista Italiano. L'apertura al PSI e le sue conseguenze furono al centro della discussione congressuale nella quale le opinioni si divisero fra chi considerava la nuova posizione socialista un passaggio verso l'attuazione delle riforme di struttura, e chi invece vedeva nell'operazione il tentativo di dividere il fronte delle sinistre. Ma una rilevanza non secondaria ebbe anche ciò che si muoveva a livello internazionale: i movimenti di liberazione dal colonialismo, l'esperienza rivoluzionaria cubana, i rapporti problematici fra PCI e comunisti cinesi e fra URSS e Jugoslavia, una mobilitazione di massa per evitare l'estinzione del genere umano assicurando la coesistenza pacifica fra i popoli, pericolosamente minacciato dagli arsenali nucleari. Sono tutti temi che trovarono posto nei lavori del Congresso – l'ultimo a cui partecipava Togliatti – che elesse la Direzione composta da Alicata, Amendola, Berlinguer, Bufalini, Colombi, Cossutta, Ingrao, Iotti, Macaluso, Napolitano, Novella, Pajetta, Pecchioli, Romagnoli, Rinaldo Scheda, Sereni e Terracini, insieme al segretario Togliatti e al suo vice Longo. Dell'organismo faceva parte anche Scoccimarro, in quanto presidente della Commissione Centrale di Controllo.